# Pueblo bakossi
El pueblo bakossi también es conocido como kossi. Habita en las laderas occidental y oriental del Monte Manengouba y del Monte Kupe en las Montañas Bakossi de Camerún. Son unas 200.000 personas, la mayoría de las cuales se dedican a la agricultura de subsistencia, pero también producen algo de café y cacao.

## Orígenes
Ngoe (o Ngweh) y su bella esposa Sumediang tuvieron doce hijos. En un momento dado, un ser sobrenatural advirtió a la pareja que se avecinaba una inundación y les dijo que hicieran una barca en la que escapar. Construyeron un arca, acogiendo a su familia y a toda clase de animales, y sobrevivieron al diluvio. El arca descansó entre los lagos gemelos de Manengouba, uno de los cuales se dice que tiene un carácter femenino y el otro masculino. Los diferentes clanes afirman que descienden de diferentes hijos y nietos de esta pareja.
Los bakossi están relacionados con otras personas de la región, incluyendo a los bafaw, bakundu, Balong, bassossi, mbo, abo, miamilo, baneka, muaneman, muange, bareko, bakaka, babong, balondo, manehas, bongkeng y bakem. El pueblo bakossi habla una lengua bantú llamada akoose. Hoy en día, este idioma incluye muchas palabras de préstamo del inglés, francés y palabras que también se encuentran o están relacionadas con palabras en douala. Ethnologue clasifica el idioma en el grupo ngoe de la familia Lundu-Balong.

## Entorno ambiental

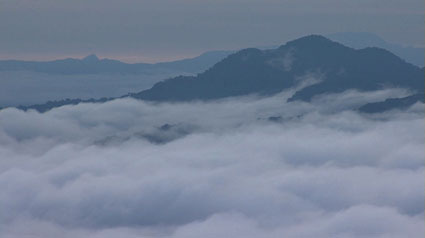
Fotografía tomada durante el rodaje del documental de 2007 Les Brumes du Manengouba en las Montañas Bakossi.

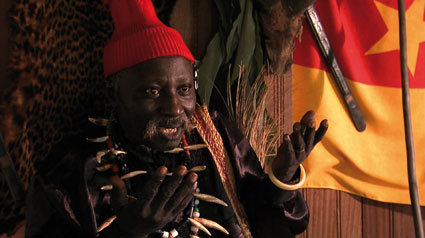
Fotografía tomada durante el rodaje de Les Brumes du Manengouba del jefe Nsume de Nyassoso, en el año 2007.

La tierra ocupada por el pueblo bakossi incluye tanto tierras altas como bajas. Tiene suelos fértiles, regados por arroyos que se elevan en las montañas, y está cubierto por densos bosques que contienen una gran variedad de árboles, aves y animales. Muchos de los bakossi cultivan ñame de coco, mandioca y algo de maíz como alimento. Por dinero cultivan café en las partes más altas y cacao en las más bajas. Los alimentos más exóticos incluyen renacuajos y machos de la Rana Peluda, que se cree que caen del cielo y, cuando se comen, ayudan a que las parejas humanas sin hijos sean fértiles. Entre los bakossi, un cazador es respetado tanto por sus habilidades y logros como por el valor económico de los animales que ha lograd o matar.
La Reserva Forestal de Bakossi, de 5.517 kilómetros cuadrados, fue creada en 1956. En 2000, la sección principal de los bakossi fue designada como bosque protegido. Se prohibió toda tala y Kupe se convirtió en una «reserva natural estricta». La población local de los bakossi participó en la delimitación de los límites. Hubo grandes avances en la eficacia de la gestión del bosque entre 2003 y 2007, aunque la población local todavía no está bien integrada en la gestión de la zona y hay deficiencias en la educación sobre temas ambientales.

## Creencias tradicionales
Las creencias y costumbres de los bakossi incluían la creencia y la participación en el yuyus, un concepto bastante vago en el que el nombre de un yuyu podría aplicarse a una sociedad secreta, objetos tales como máscaras asociadas con la sociedad y ciertos poderes mágicos. Mwakum era el más poderoso de todos los yuyus, invisible, misterioso y lleno de magia. Algunos yuyus estaban restringidos a hombres de cierta edad y exigían una cuota de iniciación. Yuyus y sus ceremonias mantenían la paz en las aldeas, protegían de los males y detectaban la presencia de brujas.
El pueblo bakossi atribuyó siniestras propiedades mágicas al Monte Kupe. Creían que los nyongo, o miembros de la asociación de brujas ekom, podían poner a la gente a trabajar en plantaciones invisibles en la montaña. Mientras vivían, los futuros esclavos eran entregados a una bruja por un pariente codicioso a cambio de unirse a la asociación y ganar una plantación. Después de que parecían morir, pero de hecho se convertían en «ekongi», los parientes eran robados de sus tumbas por las brujas y vendidos al dueño de una plantación.
La práctica de visitar a un comerciante en «ekongis» se remonta a 1962 en Douala, la capital comercial del Camerún. El «ekongeur» arrojaba a su visitante a un sueño profundo a través de la hipnosis. Así vería las plantaciones con el ekongi trabajando, y se le ofrecería una plantación a cambio de alguien como su madre. Al despertar, el ekongeur explicaba que ahora debía tomarse su tiempo para decidir lo que haría.... Puede ser como un eco en esta creencia, de las primeras experiencias con la trata de esclavos.
El "nyongo" también podía encontrar paquetes cerrados en la montaña que podían contener riquezas o desventuras, incluyendo enfermedad y muerte. El bulto tenía que ser devuelto sin abrir e inmediatamente arrojado al río si se descubría que contenía mala suerte.
En la década de 1950 se había levantado la creencia de que cualquiera que pudiera permitirse una casa moderna con un techo de hojalata debía ser un "Nyongo", que se ganaba la vida con el trabajo de sus parientes muertos. Había una renuencia a construir tal casa, incluso si el propietario hacía el trabajo visiblemente con sus propias manos y ninguno de sus parientes moría. Cuando una bruja muere, también puede convertirse en un «ekongi». Para evitarlo, podría ser enterrada boca abajo para que no pudiera levantarse, incluso con la cabeza separada de su cuerpo.
Estas creencias están ahora desacreditadas. Heinrich Balz, en su estudio de 1984 sobre los bokassi, Where the Faith Has to Live, informó que antes de morir los últimos hombres de ekom dejaron un mensaje de que ya no había nada bueno que encontrar en Kupe. Para enriquecerse, la gente debe tomar sus alfanjes y abrir granjas en el monte.
Los bakossi tenían un ciclo de diez días en lugar de la semana de siete días común en otros lugares. Como en otras partes, no alineaban sus semanas con los meses.

## Historia pre-independencia

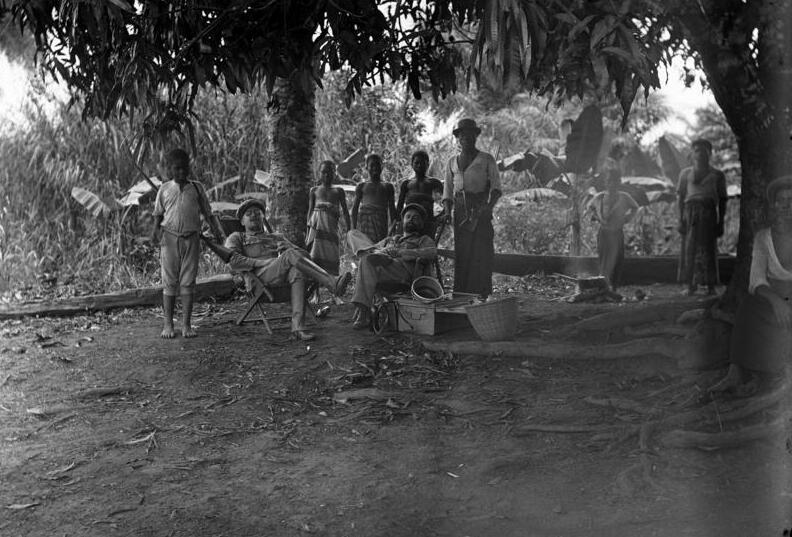
Dos colonos blancon con niños y hombres locales en el río Mungo, Navidad de 1901.

A medida que se desarrolló el Comercio atlántico de esclavos, la ciudad costera de Douala se convirtió en un importante centro de comercio, llegando hasta el interior de las montañas de Bakossi, a lo largo del valle del Mungo. Sin embargo, en la década de 1840, la trata de esclavos había sido reemplazada por la de aceite de palma. Poco se sabe sobre el efecto en los bakossi de cualquiera de los dos comercios, pero ciertamente estuvieron involucrados en ambos. En las regiones cercanas, los esclavos seguían siendo utilizados en las plantaciones de aceite de palma como recolectores, procesadores y transportistas mucho después de que cesara la exportación de esclavos a los Estados Unidos, el Caribe y Brasil.
Durante la era colonial europea, los bakossi quedaron bajo el dominio alemán en la década de 1880, y luego, después de la  Primera Guerra Mundial, sus tierras fueron divididas entre colonias británicas y francesas. El río Mungo, que fluye a través del territorio de los bakossi, fue tomado como el límite sur entre las dos colonias. A partir de la primera mitad del siglo XX, los bamileke comenzaron a emigrar al territorio de los bakossi, en particular a la zona de Tombel, donde encontraron trabajo en las plantaciones y escaparon de las duras condiciones de trabajo forzoso en el lado francés de la frontera. Fueron recibidos por los bakossi, que les dieron tierra a cambio de trabajo gratuito. El uso de trabajadores de esta manera era consistente con los recuerdos de los bakossi de emplear mano de obra esclava y su creencia en las plantaciones invisibles de esclavos en el Monte Kupe.
En 1953, la Federación de la Zona Oriental de Kumba se estableció como una autoridad indígena que abarcaba a todos los bakossi. En el período inmediatamente posterior a la Segunda Guerra Mundial, el pueblo bakossi disfrutó de un período de prosperidad. Los precios del cacao eran altos y los agricultores no tenían que trabajar, ya que podían emplear a un aparcero para cuidar la cosecha a cambio de un tercio de sus ingresos. Sin nada más en que gastar su dinero, los hombres compraban cajas de ginebra y brandy españoles, consumiendo el alcohol en largas veladas que duraban toda la noche. En la década de 1960, la resaca comenzó a aparecer cuando la gente empezó a darse cuenta de la necesidad de invertir en cosas más importantes, en particular en educación, y se dieron cuenta de que podían haber perdido el control de sus tierras.

## Problemas posteriores a la independencia

El valle del río Mungo. El río y luego la línea de montaña formaban el límite entre las antiguas colonias británicas y francesas.

El estado moderno e independiente de Camerún se formó en 1961 cuando la parte sur del Camerún Británico se unió con la República de Camerún, que había sucedido a la colonia francesa del Camerún en 1960.
Los bakossi se opusieron a la unión, y la Unión Mwane-Ngoe de los bakossi pidió a las Naciones Unidas que respetaran su deseo de evitar el conflicto en Camerún y que en su lugar les permitieran unirse Nigeria. Al principio, los cameruneses del sur conservaron un grado de independencia en una federación entre dos estados.
La unificación total fue resistida por el pueblo del sur de Camerún, ya que tenía una sociedad más democrática que la que prevalecía en el resto del país bajo el régimen opresivo de Ahmadou Ahidjo.
En 1963, se creó el Distrito Bangem, que abarcaba el territorio ocupado por los bakossi.
A finales de los años cincuenta y principios de los sesenta, empezaron a aumentar las tensiones entre los bakossi y los bamileke, que cada vez tenían más éxito como agricultores. La rebelión de  UPC estalló en el territorio francés en 1955, con bamilekes prominentes entre los rebeldes. Un número creciente de ellos huyeron de la persecución en el este y se establecieron con sus parientes en el país de los bakossi. Después de la unificación en 1961, los rebeldes del UPC se vieron sometidos a una presión cada vez mayor y su número se redujo. El resto se dedicó a vivir de la tierra, exigiendo suministros a las aldeas y capturando a los jóvenes a los que incorporaron a sus fuerzas.
A finales de 1966, los curanderos eran activos en la distribución de medicinas secretas que daban valor a los hombres de bakossi y los hacían inmunes a las balas o a los golpes de machete. Después de que tres bakossi fueran asesinados por asaltantes desconocidos el 31 de diciembre de 1966, los bakossi se alborotaron, matando a 236 colonos de bamileke, saqueando y quemando sus casas. En respuesta, el ejército se instaló en la zona de Tombel, acorraló a todos los hombres sin discapacidades de bakossi y los puso en campos de detención. Muchos fueron severamente torturados para obtener confesiones. Finalmente, 143 hombres bakossi fueron juzgados y 17 condenados a muerte, 75 recibieron cadena perpetua. El distrito de Bangem se dividió en distritos del Norte y del Sur en 1968, y en 1977, el Consejo de Bakossi también se dividió en consejos del Norte y del Sur.

## Dificultades económicas
Camerún es un país pobre, con un PIB per cápita de 2.300 dólares en 2010, lo que lo sitúa en el 183 entre los países por riqueza. La mayoría de la población se dedica a la agricultura. Después de la independencia, el gobierno tuvo que hacer frente a una creciente demanda de suministro de agua en las zonas rurales. El gobierno requirió que las comunidades locales proporcionaran mano de obra para construir las instalaciones de agua entre 1964 y 1988, proporcionando agua a través de grifos públicos. Sin embargo, los ayuntamientos descurieron que el coste del suministro de agua a estos grifos estaba consumiendo gran parte de su presupuesto. Cuando no pagaron sus facturas, la Compañía Nacional de Abastecimiento de Agua de Camerún (SNEC) simplemente desconectó el suministro. A partir de 1993, el SNEC intentó privatizar los grifos para reducir los desperdicios y recuperar los costos, con un individuo operando el grifo y vendiendo el agua. Las mujeres bakossi de Tombel hicieron una protesta dramática contra estos cambios. En abril de 1994, 4.000 mujeres marcharon sobre las oficinas del SNEC, encabezadas por algunas ancianas que marcharon desnudas —su última arma antes de morir— y orinaron en las escaleras. Se arrojaban hierbas sobre los escalones, que se decía que podían convertirse en serpientes venenosas si alguien cruzaba el umbral. Los empleados de SNEC habían huido y se negaron a regresar por miedo a la gente y al yuyu que las mujeres habían colocado. El resultado fue un éxito parcial. El control del suministro de agua fue dado a un comité encabezado por la mujer que había organizado la protesta. Pero el suministro seguía siendo incierto.

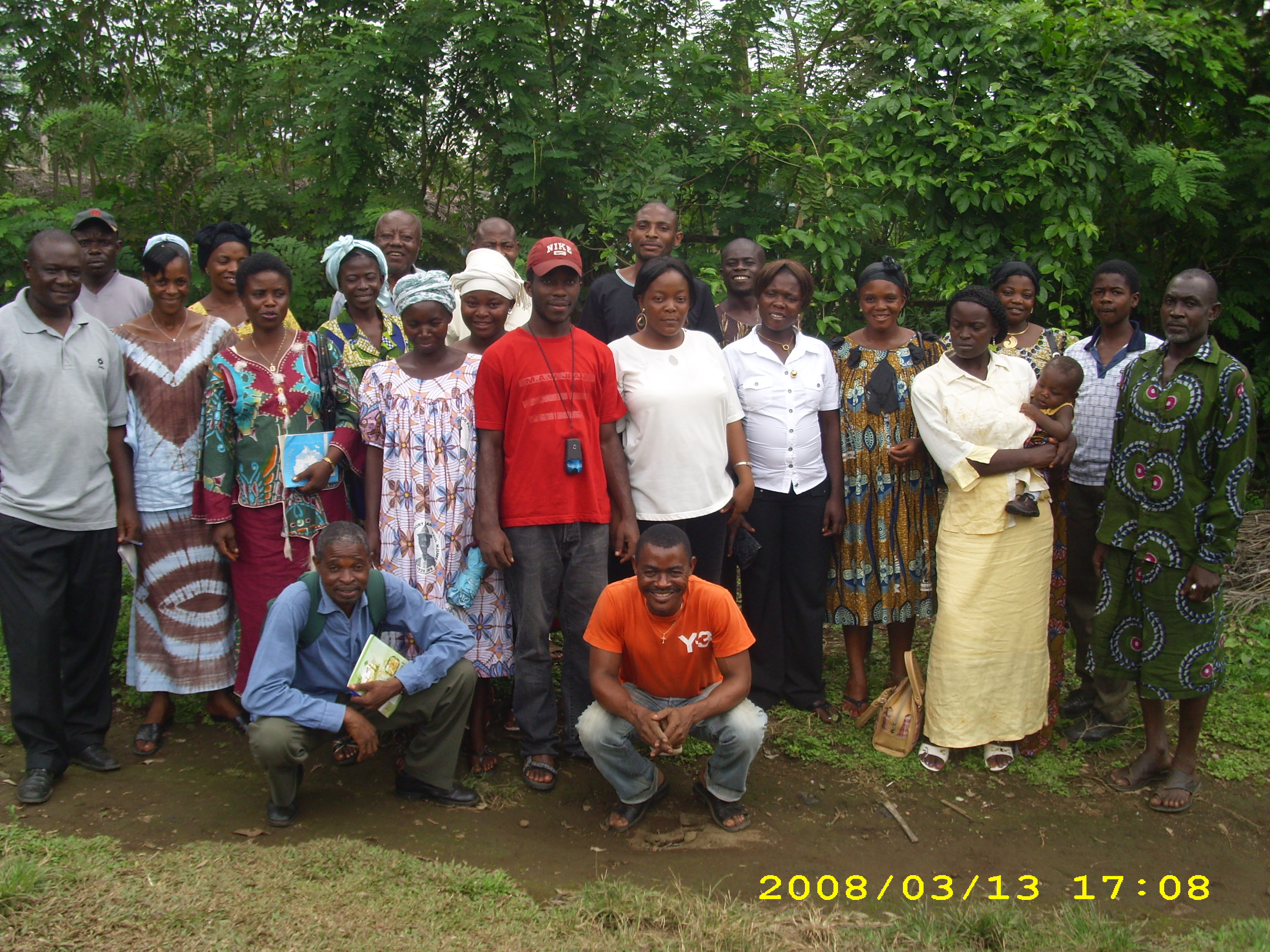
Aprendices ngab de agricultura en 2008.

A partir de 2008, los jóvenes agricultores bakossi se enfrentaron a la difícil decisión de intentar abrirse camino en la ciudad o aprovechar sus oportunidades de desarrollo rural. Algunos habían empezado a cultivar palmas aceiteras en Mbulle pero carecían de una máquina procesadora, fertilizantes y productos químicos. Lo más importante es que carecían de carreteras y transporte para llevar sus cosechas al mercado. Anteriormente, las cooperativas que daban cierto poder de negociación colectiva se habían disuelto, dejando a los agricultores de cultivos comerciales a merced de los compradores privados.

## Personajes prominentes
Albert Ngome Kome fue una figura política líder del pueblo bakossi, fue Ministro de Transporte del 8 de noviembre de 1979 al 17 de julio de 1984 bajo los gobiernos de Ahmadou Ahidjo y su sucesor Paul Biya. Un artículo de 2006 describió a Kome como miembro de la élite Kupe Manenguba, que también incluía a Ekinde Sone Bernard Ivo, un educador y político, el profesor Elvis Ngolle Ngolle, nombrado Ministro de Bosques y Vida Silvestre el 22 de septiembre de 2006, el presidente de Justicia Epuli Aloh Mathias, profesor Charles Epie Alobwede, profesor Paul Ndue, Thomas Kolle Ekaney, el difunto jefe Lucas Nzuonkwelle, el embajador Nkwelle Ekaney, Ngole Philip Ngwese, Makoge Ivo Charles, Nhon Mesue Stephen Nzuonkwelle, Nhon Nzuonkwelle Emmanuel Nkwelle, CD Ewu Ngeme David, Jefe Ewange de Babubock, Ms Ngumbah nacida Mesue Juliana Mbende, Nicolas Nkwelle Metuge, Nhon Nkwelle Jude Nzuonkwelle, General Ekongwese Divine Nnoko sobre el decreto presidencial militar del 29 de junio de 2017, Paul Elung, el jefe Alex Ngome Ntoko, el jefe Nhon Nzoh Ngandembou, Hon. John Ebong Ngole, Nkwelle Akede Aaron, pediatra, Manasseh Bobga, los difuntos Ebong Ngalame y el juez Ngalame Kome (Juez de la Corte Suprema y una vez secretario de Estado).